# West (Texas)
West ist eine Stadt im McLennan County im US-Bundesstaat Texas in den Vereinigten Staaten von Amerika. Das U.S. Census Bureau hat bei der Volkszählung 2020 eine Einwohnerzahl von 2.531 ermittelt.

## Geografie
West befindet sich auf dem Breitengrad 31°48′12″N und dem Längengrad 97°5′35″W. Laut dem United States Census Bureau, besitzt die Stadt eine Fläche von 4,0 km². West liegt ca. 40 km nördlich von Waco und 120 km südlich von Dallas. Der größte Teil der Stadt liegt zudem an der Ostseite des Interstate 35 und der Union Pacific Railroad.

## Geschichte
West wurde ab 1840 besiedelt und 1892 zur Stadt ernannt. Sie wurde nach dem gleichnamigen, damaligen Landbesitzer Thomas West (1834–1912) benannt.

Die Stadt befindet sich fünf Kilometer südlich des Ortes, an dem 1896 der Eisenbahnunfall von Crush inszeniert wurde.

Am 15. Februar 2009 ereignete sich der Ash-Creek-Meteoritenfall in der Nähe der Stadt.

Jährlich findet in West das Westfest der großen tschechischen Gemeinde statt.
Am Abend des 17. April 2013 ereignete sich eine besonders schwere Explosion im Düngemittellager der West Fertilizer Company. Bei der Explosion starben 15 Menschen und etwa 200 wurden verletzt. Die Explosion zerstörte einen Großteil der Kleinstadt, etwa 60 bis 80 Gebäude wurden zerstört oder beschädigt. Auch eine Elementary School und die West Middle School wurden fast komplett zerstört. Ein Großteil der Opfer waren Feuerwehrleute und Freiwillige, die den Menschen zu Hilfe eilten.
Am 11. Mai 2016 gab die Ermittlungsbehörde BATF bekannt, dass die Explosion absichtlich herbeigeführt worden sei.

## Bildung
Die Stadt gehört zum West Independent School District mit der West High School und dessen Athletics-Team den Trojans. Die West Middle School explodierte durch ein Gasleck in Folge der Explosion im Düngemittellager.

## Söhne und Töchter der Stadt
- Cliff Bartosh (* 1976), Major-League-Baseballspieler
- Scott Podsednik (* 1979), Major-League-Baseballspieler
- Scott Wells (* 1981), American-Football-Spieler

Personen mit Bezug zur Stadt
- Arthur W. Murray (1918–2011), US-amerikanischer Militärpilot; in Cresson, Pennsylvania geboren und 2011 in West verstorben

## Galerie

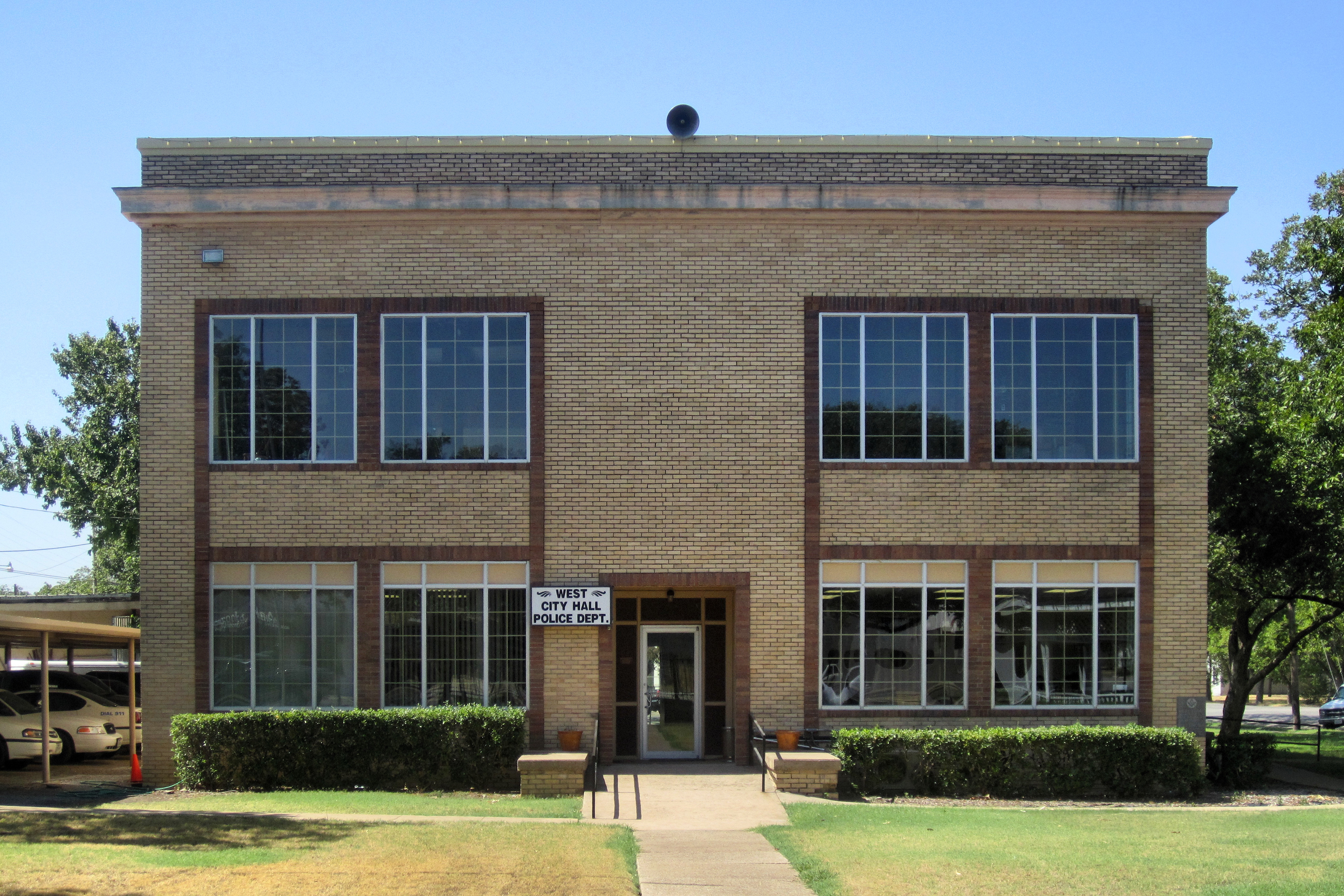
The City Hall und Police Department in West
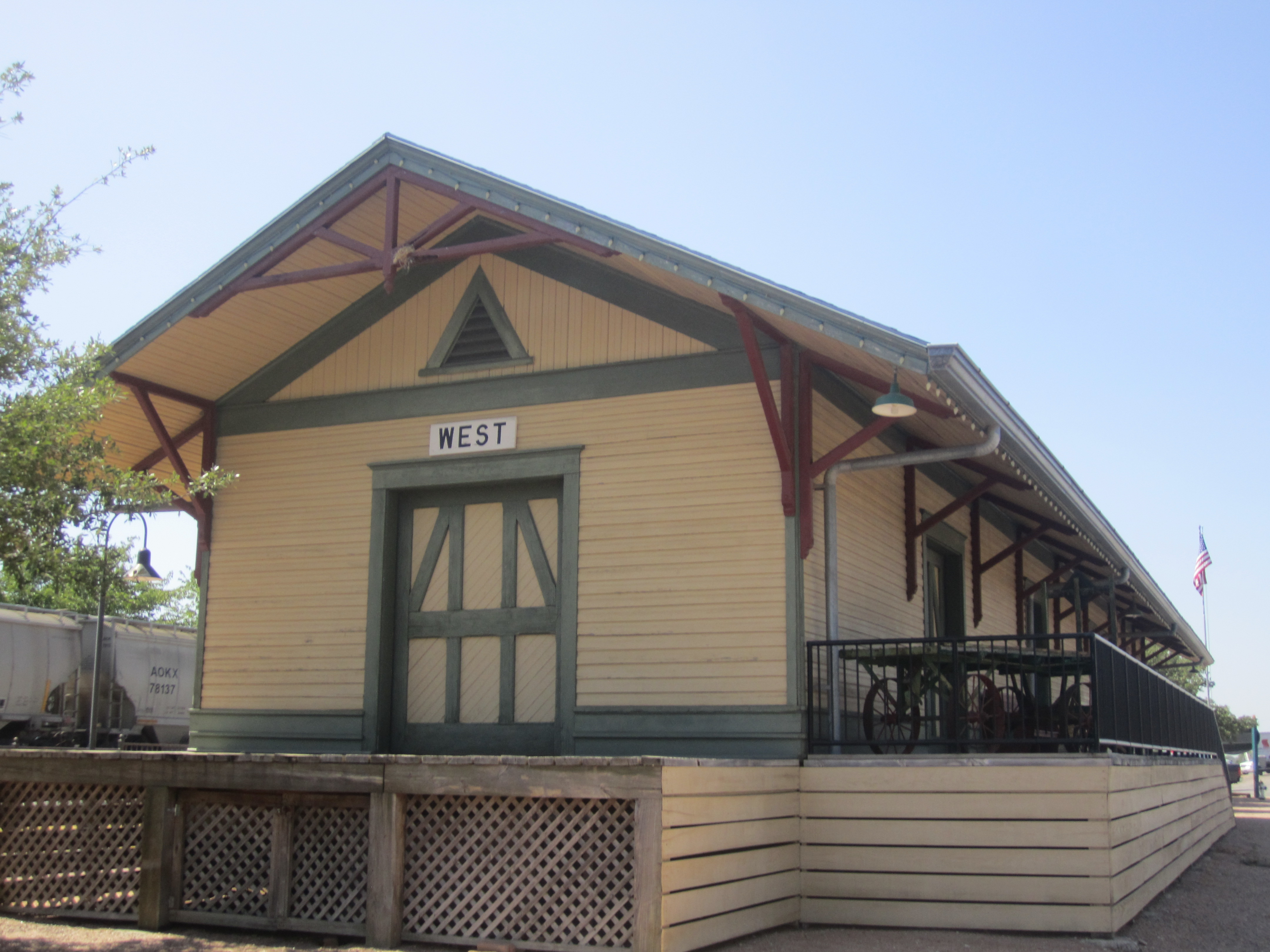
Restauriertes Eisenbahndepot in West
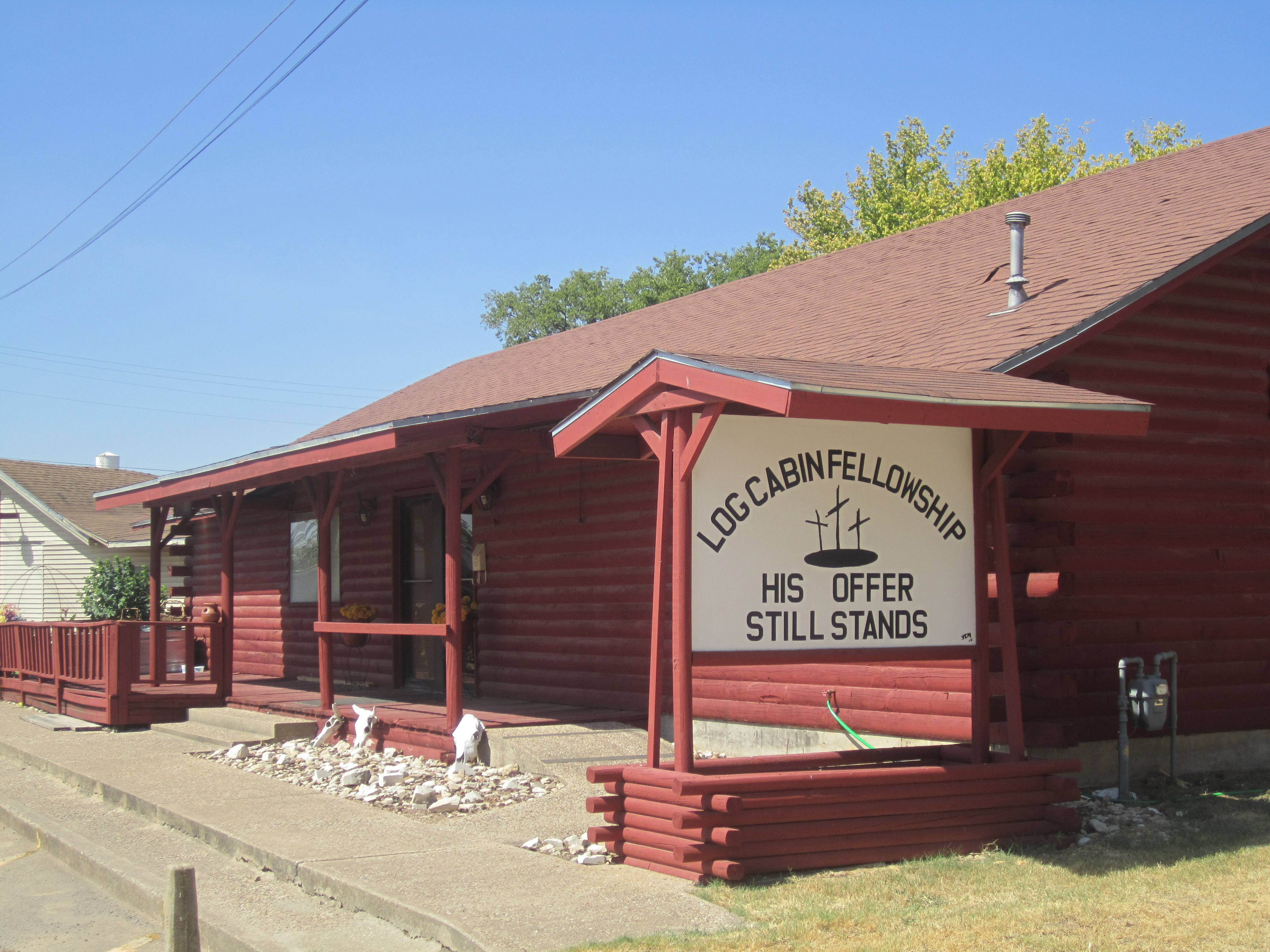
"His Offer Still Stands": Blockhaus der Fellowship church in West
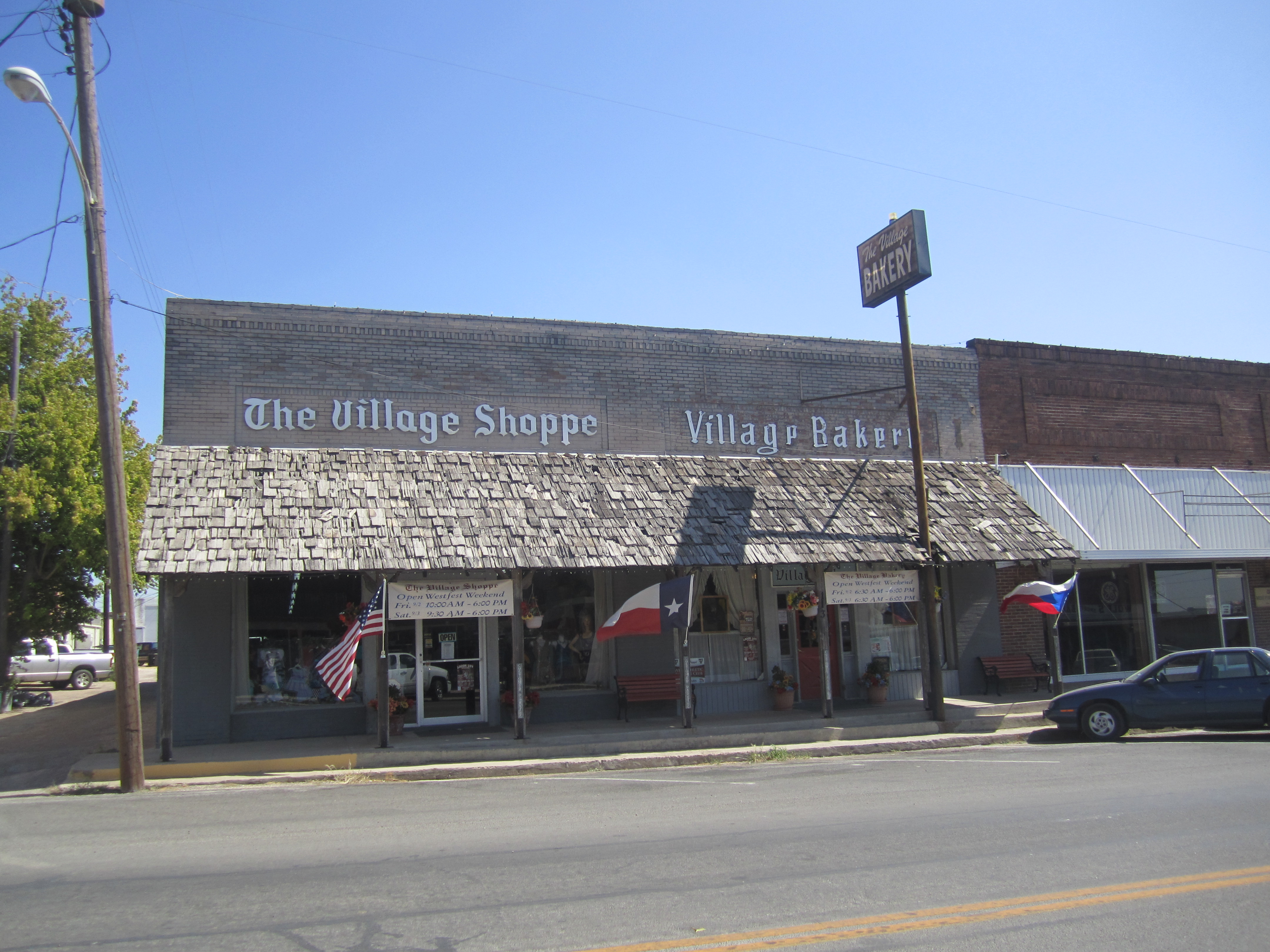
Laden und Bäckerei im Stadtzentrum von West